# The Creation
The Creation foi uma banda de rock britânica. Foi formada 1966 em Midlessex, Inglaterra, por Ron Wood, Kim Gardner, Bob Garner, Eddie Phillips, Kenny Pickett e Jack Jones.
Apesar do estilo similar ao The Who, tanto musicalmente quanto em suas composições, o grupo não conseguiu alcançar sucesso, separando-se em 1968.

## Discografia
- 1967 We Are the Paintermen
- 1999 Power Surge
- 2004 Psychedelic Rose: The Great Lost Creation Album
- 2007 Live at Budokan 1979